# Poeta
Poeta là một chi bướm đêm thuộc họ Erebidae.

## Các loài
- Poeta denotalis Walker, 1865
- Poeta quadrinotata Walker, 1865